# Корхов, Сергей Иванович
Сергей Иванович Корхов (1918—2009) — советский хозяйственный, государственный и политический деятель. Заслуженный работник высшей школы Украины.

## Биография
Родился в 1918 году в Харькове в семье доктора медицинских наук, профессора кафедры госпитальной хирургии Одесского медицинского института Ивана Петровича Корхова (1888—1948) и Натальи Васильевны Корховой (1888—1976). Член КПСС.
Выпускник Киевского медицинского института, участник Великой Отечественной войны. С 1946 года — на хозяйственной, общественной и политической работе. В 1946—2000 годах — ассистент, доцент кафедры госпитальной хирургии, заместитель декана лечебного факультета в Одесском медицинском институте, ректор Винницкого медицинского института им. Н. И. Пирогова, ректор Одесского медицинского института им. Н. И. Пирогова, заведующий кафедрой оперативной хирургии и топографической анатомии, профессор Одесского медицинского института.
Делегат XXIII съезда КПСС.
Был женат на Валентине Михайловне Корховой (1919—1999).
Умер 29 апреля 2009 года. Похоронен на Втором одесском кладбище.